# Drosera praefolia
Drosera praefolia este o specie de plante carnivore din genul Drosera, familia Droseraceae, ordinul Caryophyllales, descrisă de Johann Gottlieb Otto Tepper. Conform Catalogue of Life specia Drosera praefolia nu are subspecii cunoscute.